# Tomopterna krugerensis
Espèce
Statut de conservation UICN

 LC  : Préoccupation mineure
Tomopterna krugerensis est une espèce d'amphibiens de la famille des Pyxicephalidae.

## Répartition
Cette espèce se rencontre jusqu'à 1 500 m d'altitude en Afrique du Sud, en Angola, au Botswana, au Mozambique, en Namibie, au Swaziland et au Zimbabwe,.

## Description
Tomopterna krugerensis mesure de 38 à 45 mm pour les mâles et de 41 à 46,5 mm pour les femelles. Son dos est crème, variant selon les individus du gris brun clair au brun moyen, et est taché en grande partie par des marques brun kaki surlignées de brun foncé ou de noir. Des rugosités orange vif couvrent entièrement son dos, chacune cerclée d'un bord noir qui devient large au niveau des vertèbres. Sa face ventrale est uniformément blanche.
Une fois pondus les œufs, d'un diamètre d'environ 1,2 mm, sont entourés d'une enveloppe gélatineuse d'un diamètre de 3 mm.

## Étymologie
Son nom d'espèce, composé de kruger et du suffixe latin -ensis, « qui vit dans, qui habite », lui a été donné en référence au lieu de sa découverte, le parc national Kruger.

## Publication originale
- Passmore & Carruthers, 1975 : A new species of Tomopterna (Anura: Ranidae) from the Kruger National Park, with notes on related species. Koedoe, Pretoria, vol. 18, p. 31-50 (texte intégral).